# Паоло Тосканеллі
Пао́ло даль Поцо Тоскане́ллі (італ. Paolo dal Pozzo Toscanelli; 1397 — 15 травня 1482) — флорентійський науковець у галузі астрономії, медицини, географії і математики. Навчався в Падуанському університеті, переклав «Географію» Птолемея.

## Біографічні дані
Батьком його був відомий на той час астроном Доменіко Тосканеллі. Паоло розпочав вивчення математики під керівництвом Джованні дель Абако (італ. Giovanni dell'Abaco). У віці 18 років вступив у Падуанський університет, де вивчав медицину, філософію і математику. Під час навчання потоваришував з Миколою Кузанським, з яким познайомився в коледжі Prosdocimos de'Beldomandi. Микола не забув про свого приятеля навіть на піку своєї слави, присвятивши йому трактат «De transformationibus geometricis». У 1424 році Тосканеллі закінчив університет із званням доктора медицини. Після навчання Паоло повернувся до Флоренції, де проводив свої дослідження та спостереження, і перебував до кінця свого життя, за винятком короткочасних візитів до Тоскани та короткого перебування в Тоді та Римі.
У Флоренції зайнявся вивченням астрономії, увійшовши до групи дослідників, згуртованих навколо архітектора Філіппо Брунеллескі, де він спілкувався з найвидатнішими вченими Італії та Європи. У ті часи це був науковий центр світового масштабу. Сучасники вважали його одним з найвизначніших математиків тих часів. Реґіомонтан і Микола Кузанський рахувались з його думкою з питань  математики та спирались у своїх дослідженнях і теоріях на його авторитет.
Тосканеллі помер у Флоренції 10 травня 1482 року у віці 85 років.

## Наукові заслуги

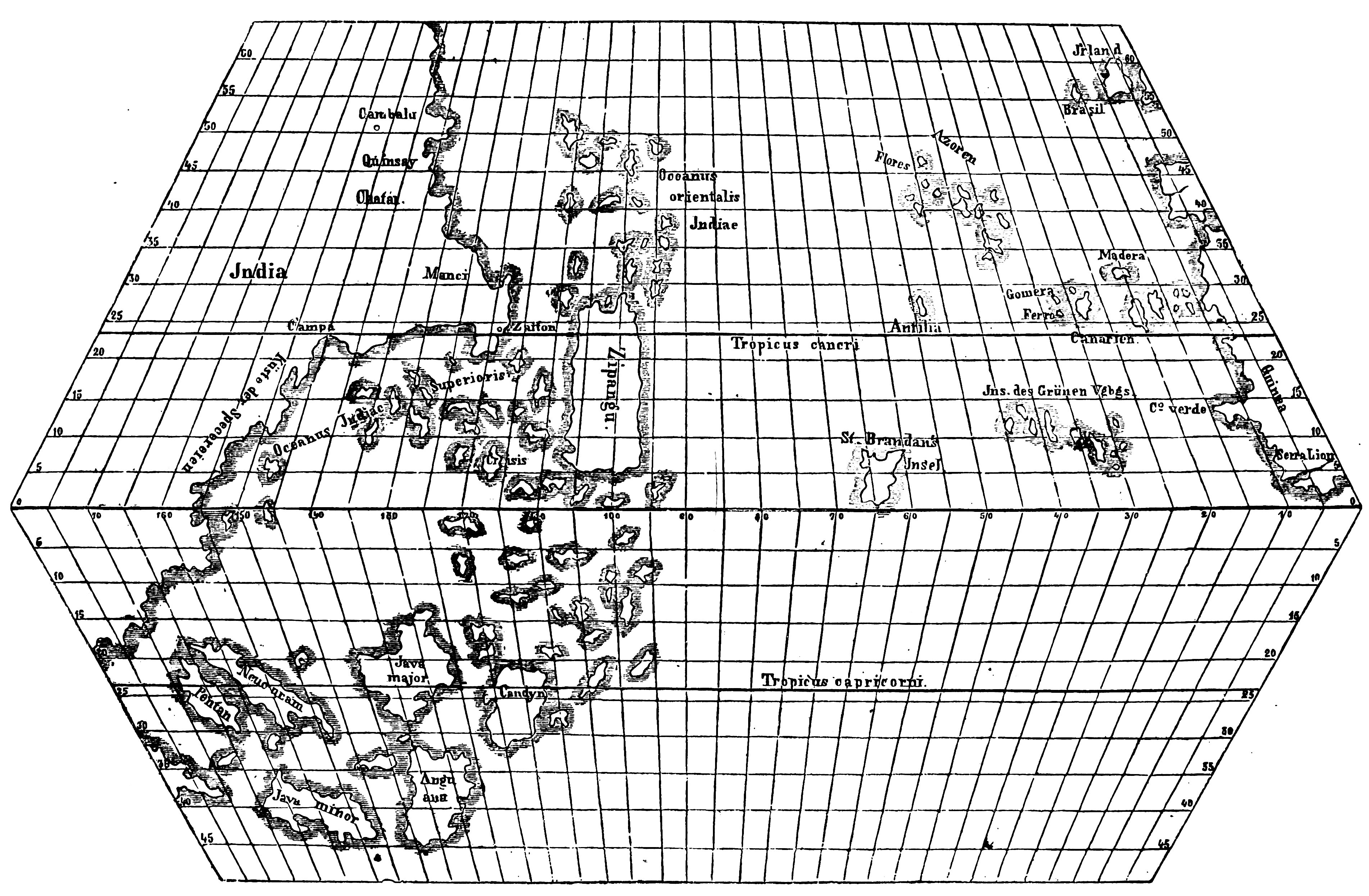
Мапа Тосканеллі

Тосканенллі займався дослідженнями у різних галузях наук; був не тільки математиком і астрономом, але також географом і доктором медицини.
Внесок Тосканеллі в астрономію полягає в кропітких і точних спостереженнях та розрахунках (які збереглись в рукописах) орбіт комет 1433, 1449-50 років, комети Галлея 1456 року, комет у травні-серпні 1457 та у 1472 роках. За його власним свідченням ці спостереження були надзвичайно трудомісткими і тривалими. Однак Тосканеллі не зміг позбутися впливу астрології, через що його сучасники такі як Марсіліо Фічіно та Джованні Піко делла Мірандола не довіряли його дослідженням.
У 1468 році в соборі Санта Марія дель Фіоре  у Флоренції Тосканеллі сконструював сонячний годинник (гномон), розташований в куполі над центром лівого проходу на висоті 277 футів. За допомогою годинника можна було визначити полудень за місцевим часом з точністю до половини секунди, він також дозволяв розрахувати з високою точністю положення сонця під час сонцестояння. Ці вимірювання потрібні були йому для обчислення довжини земного меридіана, а на підставі цих обчислень і була складена карта світу в пропорціях, що претендували на достовірність. Конструкція гномона пізніше була удосконалена кардиналом Франциском Хіменесом (ісп. Francisco Jiménez de Cisneros).
Тосканеллі приділяв значну увагу космології. Можна стверджувати, що у цій галузі він був найвидатнішим ученим XV століття. Вивчав праці Птолемея та експедиції Марка Поло, також особисто збирав інформацію від купців та мореплавців у тому числі від італійського мандрівника Ніколло Конті .
На основі проведених вимірювань Тосканеллі, який вважав Землю кулею, обчислив, що дорога на схід з Європи до Азії становила 2/3 довжини земного кола, тобто 230 градусів довготи, так що довжина шляху у західному напрямі, повинна була становити 130 градусів довготи. Тосканеллі склав карту світу, на якій Азія була позначена на західному узбережжі Атлантичного океану. За його розрахунками, шлях до Китаю та Індії через Атлантику був набагато коротшим, ніж навколо Африки. Проте Тосканеллі помилився у визначенні розмірів Землі та, відповідно, відстані від Європи до Азії.
У листі до каноніка Фернана Мартінса (Fernão Martins) з Лісабона, що датований 25 червня 1474 і який часто вважають фальшивкою, Тосканеллі радив португальському королю Афонсо V полишити спроби пошуків східного шляху в Азію і спорядити експедицію для пошуку західного шляху, який згідно з проведеними обчисленнями мав бути значно коротшим. До листа він долучив також мапу Землі для якої було застосовано градусну сітку і яку виконав власноруч. Ця пропозиція не викликала зацікавлення у короля Альфонса. Існує гіпотеза, що лист Тосканеллі надихнув Христофора Колумба, який з 1476 року мешкав в Лісабоні. Ймовірно, через приятеля Лоренцо Ґіріальді (італ. Lorenzo Girialdi) цей лист потрапив до рук Колумба (або Колумб, дізнавшись про нього, надіслав прохання Тосканеллі вислати йому копію листа і мапи). Згідно з думкою біографів Колумба Тосканеллі повинен був написати до нього і другого листа у відповідь на другий лист Колумба. Жоден з листів Тосканеллі не зберігся в оригіналі. Єдиним збереженим в оригіналі джерелом є середня частина першого листа до Колумба, що була копією листа до Фернана Мартінса від 25 червня 1474.
Як відомо, Тосканеллі помилився в розрахунках, вдвічі збільшивши довжину Азії і відповідно скоротивши імовірну протяжність океану між Лісабоном і Японією, — іноді цю помилку називають найбільшою помилкою в історії людства, оскільки вона призвела до превеликих відкриттів. Втім, версій сюжету з листуванням між Колумбом і Тосканеллі досить багато, і їхня достовірність ставиться під сумнів.

## Українські землі на карті 1457 р
На його карті світу 1457 р. (перевидана 1912 р.), що виконана в птолемеївському стилі, вздовж Дніпра з півночі на південь нанесено надпис «Roßia» (Русь). Зустрічається теж напис «Roпia» (права сторона слова, в даному випадку, «згладжена» і більше нагадує літеру «П»), поблизу Дністра (в Галичині). Зображення Індії та Азії набагато чіткіше ніж на пізнішій карті Фра Мауро (1459 р.). Значна частина зображень базується на описі подорожей венеціанських купців та мандрівників — Марко Поло (1254—1324) та Нікколо Конті (1395—1469)..

## Вшанування
На честь Паоло Тосканеллі були названі: астероїд 8209 Тосканеллі, кратер на Місяці, що має 7 км у діаметрі і гірське пасмо на Місяці, котре бере початок від цього кратера довжиною 70 кілометрів.